# Heliconia plagiotropa
Heliconia plagiotropa är en enhjärtbladig växtart som beskrevs av Abalo och G.Morales. Heliconia plagiotropa ingår i släktet Heliconia och familjen Heliconiaceae. Inga underarter finns listade.